# لیتل جورج‌تاون (ویرجینیای غربی)
لیتل جورج‌تاون (به انگلیسی: Little Georgetown) یک منطقهٔ مسکونی در ایالات متحده آمریکا است که در شهرستان برکلی، ویرجینیای غربی واقع شده‌است.